# Dale Davis
Elliott Lydell Davis, meglio noto come Dale Davis (Toccoa, 25 marzo 1969), è un ex cestista statunitense, professionista nella NBA.

## Carriera
È stato selezionato dagli Indiana Pacers al primo giro del Draft NBA 1991 (13ª scelta assoluta).
Con gli Stati Uniti ha disputato le Universiadi di Duisburg 1989.

## Statistiche

### College
| Anno      | Squadra        | PG  | PT | MP   | TC%  | 3P% | TL%  | RP   | AP  | PRP | SP  | PP   |
| --------- | -------------- | --- | -- | ---- | ---- | --- | ---- | ---- | --- | --- | --- | ---- |
| 1987-1988 | Clemson Tigers | 29  | 21 | 24,6 | 53,2 | -   | 50,6 | 7,7  | 0,3 | 0,6 | 1,3 | 7,8  |
| 1988-1989 | Clemson Tigers | 29  | 14 | 25,4 | 67,0 | -   | 64,6 | 8,9  | 0,6 | 0,6 | 1,4 | 13,3 |
| 1989-1990 | Clemson Tigers | 35  | 34 | 30,8 | 62,5 | 0,0 | 59,6 | 11,3 | 0,6 | 1,0 | 1,7 | 15,3 |
| 1990-1991 | Clemson Tigers | 28  | 28 | 34,7 | 53,2 | 0,0 | 58,0 | 12,1 | 1,3 | 1,3 | 2,6 | 17,9 |
| Carriera  | Carriera       | 121 | 97 | 28,9 | 58,8 | 0,0 | 59,0 | 10,0 | 0,7 | 0,9 | 1,7 | 13,6 |

### NBA

#### Regular Season
| Anno      | Squadra             | PG    | PT  | MP   | TC%  | 3P% | TL%  | RP   | AP  | PRP | SP  | PP   |
| --------- | ------------------- | ----- | --- | ---- | ---- | --- | ---- | ---- | --- | --- | --- | ---- |
| 1991-1992 | Indiana Pacers      | 64    | 23  | 20,3 | 55,2 | 0,0 | 57,2 | 6,4  | 0,5 | 0,4 | 1,2 | 6,2  |
| 1992-1993 | Indiana Pacers      | 82    | 82  | 27,6 | 56,8 | -   | 52,9 | 8,8  | 0,8 | 0,8 | 1,8 | 8,9  |
| 1993-1994 | Indiana Pacers      | 66    | 64  | 34,7 | 52,9 | 0,0 | 52,7 | 10,9 | 1,5 | 0,7 | 1,6 | 11,7 |
| 1994-1995 | Indiana Pacers      | 74    | 70  | 31,7 | 56,3 | 0,0 | 53,3 | 9,4  | 0,8 | 1,0 | 1,6 | 10,6 |
| 1995-1996 | Indiana Pacers      | 78    | 77  | 33,6 | 55,8 | -   | 46,7 | 9,1  | 1,0 | 0,7 | 1,4 | 10,3 |
| 1996-1997 | Indiana Pacers      | 80    | 76  | 32,4 | 53,8 | -   | 42,8 | 9,7  | 0,7 | 0,8 | 1,0 | 10,4 |
| 1997-1998 | Indiana Pacers      | 78    | 78  | 27,9 | 54,8 | -   | 46,5 | 7,8  | 0,9 | 0,7 | 1,1 | 8,0  |
| 1998-1999 | Indiana Pacers      | 50    | 50  | 27,5 | 53,3 | -   | 61,8 | 8,3  | 0,4 | 0,4 | 1,1 | 8,0  |
| 1999-2000 | Indiana Pacers      | 74    | 72  | 28,7 | 50,2 | -   | 68,5 | 9,9  | 0,9 | 0,7 | 1,3 | 10,0 |
| 2000-2001 | Portland T. Blazers | 81    | 43  | 26,7 | 49,7 | 0,0 | 63,2 | 7,5  | 1,3 | 0,5 | 0,9 | 7,2  |
| 2001-2002 | Portland T. Blazers | 78    | 77  | 31,4 | 51,0 | -   | 70,8 | 8,8  | 1,2 | 0,8 | 1,1 | 9,5  |
| 2002-2003 | Portland T. Blazers | 78    | 78  | 29,3 | 54,1 | -   | 63,3 | 7,2  | 1,2 | 0,7 | 0,9 | 7,4  |
| 2003-2004 | Portland T. Blazers | 76    | 37  | 22,1 | 47,3 | -   | 61,3 | 5,2  | 0,9 | 0,6 | 0,8 | 4,4  |
| 2004-2005 | G.S. Warriors       | 36    | 3   | 16,0 | 41,3 | -   | 57,9 | 4,3  | 0,6 | 0,4 | 0,9 | 3,1  |
| 2004-2005 | Indiana Pacers      | 25    | 25  | 29,2 | 53,6 | -   | 62,3 | 8,9  | 1,0 | 0,8 | 1,3 | 6,9  |
| 2005-2006 | Detroit Pistons     | 28    | 2   | 6,4  | 37,5 | 0,0 | 53,3 | 1,9  | 0,2 | 0,0 | 0,3 | 0,9  |
| 2006-2007 | Detroit Pistons     | 46    | 6   | 10,1 | 44,6 | -   | 65,4 | 3,0  | 0,3 | 0,2 | 0,7 | 1,8  |
| Carriera  | Carriera            | 1.094 | 863 | 27,1 | 53,0 | 0,0 | 56,2 | 7,9  | 0,9 | 0,6 | 1,2 | 8,0  |

#### Playoffs
| Anno     | Squadra             | PG  | PT  | MP   | TC%  | 3P% | TL%  | RP   | AP  | PRP | SP  | PP  |
| -------- | ------------------- | --- | --- | ---- | ---- | --- | ---- | ---- | --- | --- | --- | --- |
| 1992     | Indiana Pacers      | 3   | 0   | 23,0 | 40,0 | -   | -    | 6,3  | 0,7 | 0,0 | 1,7 | 2,7 |
| 1993     | Indiana Pacers      | 4   | 4   | 29,3 | 66,7 | -   | 25,0 | 8,0  | 1,0 | 1,0 | 1,0 | 4,3 |
| 1994     | Indiana Pacers      | 16  | 16  | 36,1 | 52,8 | 0,0 | 30,6 | 9,9  | 0,7 | 1,1 | 1,1 | 7,7 |
| 1995     | Indiana Pacers      | 17  | 17  | 28,8 | 53,3 | -   | 48,9 | 8,0  | 0,4 | 0,4 | 0,8 | 7,9 |
| 1996     | Indiana Pacers      | 5   | 5   | 36,8 | 51,6 | -   | 36,4 | 11,2 | 0,8 | 0,6 | 1,2 | 7,2 |
| 1998     | Indiana Pacers      | 16  | 16  | 29,1 | 65,1 | -   | 45,3 | 7,5  | 0,8 | 0,3 | 1,1 | 8,8 |
| 1999     | Indiana Pacers      | 13  | 13  | 30,3 | 58,4 | -   | 56,0 | 10,2 | 0,8 | 0,8 | 1,4 | 9,1 |
| 2000     | Indiana Pacers      | 23  | 23  | 31,0 | 52,3 | -   | 54,2 | 11,4 | 0,7 | 0,5 | 1,3 | 8,3 |
| 2001     | Portland T. Blazers | 2   | 0   | 10,0 | 0,0  | 0,0 | 50,0 | 2,0  | 0,0 | 0,5 | 0,0 | 0,5 |
| 2002     | Portland T. Blazers | 3   | 3   | 23,3 | 27,3 | -   | 50,0 | 6,7  | 1,3 | 1,3 | 1,0 | 2,3 |
| 2003     | Portland T. Blazers | 6   | 6   | 27,0 | 58,3 | -   | 65,4 | 8,0  | 1,5 | 0,8 | 0,3 | 7,5 |
| 2005     | Indiana Pacers      | 13  | 13  | 23,9 | 44,8 | -   | 68,0 | 6,2  | 0,4 | 0,7 | 0,5 | 5,3 |
| 2006     | Detroit Pistons     | 8   | 0   | 4,5  | 0,0  | -   | 50,0 | 1,1  | 0,1 | 0,0 | 0,0 | 0,3 |
| 2007     | Detroit Pistons     | 8   | 0   | 6,4  | 37,5 | -   | 50,0 | 1,5  | 0,1 | 0,3 | 0,3 | 1,0 |
| Carriera | Carriera            | 137 | 116 | 26,7 | 53,3 | 0,0 | 50,3 | 8,0  | 0,6 | 0,6 | 0,9 | 6,6 |

## Palmarès
- NBA All-Star (2000)